# Phoradendron storkii
Phoradendron storkii är en sandelträdsväxtart som beskrevs av Fred Alexander Barkley. Phoradendron storkii ingår i släktet Phoradendron och familjen sandelträdsväxter. Inga underarter finns listade i Catalogue of Life.